# Tiro nos Jogos Olímpicos de Verão de 1984
O tiro nos Jogos Olímpicos de Verão de 1984 foi realizado em Los Angeles, nos Estados Unidos, com onze eventos.

## Masculino

### Tiro rápido 25 m
| Pos. | País            | Atletas       | Pontos |
| ---- | --------------- | ------------- | ------ |
|      | Japão (JPN)     | Takeo Kamachi | 595    |
|      | Romênia (ROM)   | Corneliu Ion  | 593    |
|      | Finlândia (FIN) | Rauno Bies    | 591    |

### Carabina deitado 50 m
| Pos. | País                 | Atletas          | Pontos |
| ---- | -------------------- | ---------------- | ------ |
|      | Estados Unidos (USA) | Edward Etzel     | 599    |
|      | França (FRA)         | Michel Bury      | 596    |
|      | Grã-Bretanha (GBR)   | Michael Sullivan | 596    |

### Carabina três posições masculino
| Pos. | País               | Atletas        | Pontos |
| ---- | ------------------ | -------------- | ------ |
|      | Grã-Bretanha (GBR) | Malcolm Cooper | 1173   |
|      | Suíça (SUI)        | Daniel Nipkow  | 1163   |
|      | Grã-Bretanha (GBR) | Alister Allan  | 1162   |

### Pistola livre 50 m
| Pos. | País         | Atletas         | Pontos |
| ---- | ------------ | --------------- | ------ |
|      | China (CHN)  | Xu Haifeng      | 566    |
|      | Suécia (SWE) | Ragnar Skanåker | 565    |
|      | China (CHN)  | Wang Yifu       | 564    |

### Carabina de ar masculino
| Pos. | País               | Atletas            | Pontos |
| ---- | ------------------ | ------------------ | ------ |
|      | França (FRA)       | Philippe Hébérle   | 589    |
|      | Áustria (AUT)      | Andreas Kronthaler | 587    |
|      | Grã-Bretanha (GBR) | Barry Dagger       | 587    |

## Feminino

### Pistola esportiva
| Pos. | País                 | Atletas        | Pontos |
| ---- | -------------------- | -------------- | ------ |
|      | Canadá (CAN)         | Linda Thom     | 585    |
|      | Estados Unidos (USA) | Ruby Fox       | 585    |
|      | Áustria (AUT)        | Patricia Dench | 583    |

### Carabina três posições feminino
| Pos. | País                     | Atletas       | Pontos |
| ---- | ------------------------ | ------------- | ------ |
|      | China (CHN)              | Wu Xiaoxuan   | 581    |
|      | Alemanha Ocidental (FRG) | Ulrike Holmer | 578    |
|      | Estados Unidos (USA)     | Wanda Jewell  | 578    |

### Carabina de ar feminino
| Pos. | País                 | Atletas      | Pontos |
| ---- | -------------------- | ------------ | ------ |
|      | Estados Unidos (USA) | Pat Spurgin  | 393    |
|      | Itália (ITA)         | Edith Gufler | 391    |
|      | China (CHN)          | Wu Xiaoxuan  | 389    |

## Aberto

### Fossa olímpica
| Pos. | País                 | Atletas            | Pontos |
| ---- | -------------------- | ------------------ | ------ |
|      | Itália (ITA)         | Luciano Giovanetti | 192    |
|      | Peru (PER)           | Francisco Boza     | 192    |
|      | Estados Unidos (USA) | Daniel Carlisle    | 192    |

### Alvo móvel
| Pos. | País           | Atletas            | Pontos |
| ---- | -------------- | ------------------ | ------ |
|      | China (CHN)    | Li Yuwei           | 587    |
|      | Colômbia (COL) | Helmut Bellingrodt | 584    |
|      | China (CHN)    | Huang Shiping      | 581    |

### Skeet
| Pos. | País                 | Atletas             | Pontos |
| ---- | -------------------- | ------------------- | ------ |
|      | Estados Unidos (USA) | Matthew Dryke       | 198    |
|      | Dinamarca (DEN)      | Ole Riber Rasmussen | 196    |
|      | Itália (ITA)         | Luca Scribani Rossi | 196    |

## Quadro de medalhas do tiro
| Ordem | País                   | Medalha de ouro | Medalha de prata | Medalha de bronze | Total |
| ----- | ---------------------- | --------------- | ---------------- | ----------------- | ----- |
| 1     | USA Estados Unidos     | 3               | 1                | 2                 | 6     |
| 2     | CHN China              | 3               | 0                | 3                 | 6     |
| 3     | ITA Itália             | 1               | 1                | 1                 | 3     |
| 4     | FRA França             | 1               | 1                | 0                 | 2     |
| 5     | GBR Grã-Bretanha       | 1               | 0                | 3                 | 4     |
| 6     | CAN Canadá             | 1               | 0                | 0                 | 1     |
| 6     | JPN Japão              | 1               | 0                | 0                 | 1     |
| 8     | FRG Alemanha Ocidental | 0               | 1                | 0                 | 1     |
| 8     | AUT Áustria            | 0               | 1                | 0                 | 1     |
| 8     | COL Colômbia           | 0               | 1                | 0                 | 1     |
| 8     | DEN Dinamarca          | 0               | 1                | 0                 | 1     |
| 8     | PER Peru               | 0               | 1                | 0                 | 1     |
| 8     | ROM Romênia            | 0               | 1                | 0                 | 1     |
| 8     | SWE Suécia             | 0               | 1                | 0                 | 1     |
| 8     | SUI Suíça              | 0               | 1                | 0                 | 1     |
| 16    | AUT Áustria            | 0               | 0                | 1                 | 1     |
| 16    | FIN Finlândia          | 0               | 0                | 1                 | 1     |